# Anauxesis andreaei
Anauxesis andreaei är en skalbaggsart som beskrevs av Stefan von Breuning 1955. Anauxesis andreaei ingår i släktet Anauxesis och familjen långhorningar.
Artens utbredningsområde är Kenya. Inga underarter finns listade i Catalogue of Life.